# یونس عساکره
یونس عساکِره شهروند ایرانی و از عرب‌های خوزستان ساکن خرمشهر بود که در اسفند ۱۳۹۳ به دلیلِ مصادرهٔ دکهٔ میوه‌فروشیِ او به‌دستِ شهرداری خرمشهر، در مقابل ساختمان شهرداری آن شهر اقدام به خودسوزی کرد. که منجر به مرگِ وی شد. یونس عساکره یکی از دست‌فروشان بساطی خرمشهر بود.
وقتی برای کسب مجوز راه‌اندازی غرفه (دکه) به شهرداری خرمشهر مراجعه و با جواب منفی روبرو می‌شود در وسط سالن ساختمان شهرداری اقدام به خودسوزی می‌کند.
بساط یونس بارها توسط مأموران شهرداری این شهر جمع‌آوری می‌شد تا اینکه یونس یک روز صبح به دلیل ناراحتی، عصبانیت و فشار مالی خود را مقابل شهرداری این شهر سوزاند. سوختگی یونس ۷۰ درصد اعلام شد. معاون استاندار خوزستان اقدام یونس را غیرانسانی و غیرشرعی دانست و گفت در صورت سهل‌انگاری و وجود کم‌کاری در برخورد با ارباب رجوع در هر نهادی از جمله شهرداری، استانداری خوزستان قاطعانه برخورد خواهد کرد.
یونس پس از خودسوزی به بیمارستان طالقانی اهواز منتقل شد.

## زندگی یونس
یونس به همراه برادرش چند سالی در بازار شهر خرمشهر بساطی داشت. تنها امرار معاش او و برادرش از این طریق بود. یونس سرپرست خانوار و صاحب دو کودک است.
وی مدتی قبل از خودسوزی برای دریافت کانکس به شورای شهر درخواست داد که با درخواستش موافقت نشد. از سوی دیگر، سه بار متوالی بساط یونس توسط شهرداری از محلی که عملاً ایجاد مزاحمت برای کسی نمی‌کرد، جمع شد. یونس آخرین بار در روز شنبه ۲۳ اسفند ۹۳ حدود ساعت ۷:۴۵ صبح برای اخذ مجوز به شهرداری خرمشهر مراجعه و باز با جواب منفی روبرو شد. این موضوع چنان وی را برآشفت که با رفتن به جایگاه بنزین و تهیه یک بطری یک و نیم لیتری، زمانی که در جواب تهدیدش نسبت به خودسوزی، با بی‌تفاوتی کارمندان شهرداری مواجه شد، ناگهان خود را به آتش کشید هجوم مأموران شهرداری به دکه‌های دستفروشان بعد از دستور فرماندار خرمشهر «ولی اله حیاتی» جهت اتخاذ تمهیدات برای کاروان‌های راهیان نور بوده‌است. فعالان عرب برای همبستگی با خانواده یونس عساکره و اعتراض نسبت به اقدام شهرداری در مقابل درب شهرداری تجمع و اعتراض کردند اما نیروهای انتظامی برای منع مردم از تجمع مأموران خود را در نقاط حساس شهر و اطراف شهرداری و فرمانداری قرار داد. اداره اطلاعات خرمشهر نیز با فراخواندن شیخ قبیلة عساکره و خانواده یونس خواستار پایان اعتراض شد.

## واکنش‌ها
در پی خودسوزی یونس عساکره، تعدادی از شهروندان عرب اهوازی در ۲۶ اسفند ۱۳۹۳ پس از بازی فولاد خوزستان و الهلال عربستان که در چهارچوب مسابقات قهرمانی باشگاه‌های آسیا برگزار شد، دست به اعتراض زدند. این اعتراضات با مداخله نیروهای پلیس به درگیری منجر شد و در این درگیری‌های یک خودروی پلیس آتش گرفت و تعدادی از معترضان دستگیر شدند. برخی از سایت‌های محلی نیز از عدم ورود مشاور رئیس‌جمهور ایران در حوزه اقوام به مسئله یونس را مورد نقد قرار دادند.
این خودسوزی بی‌تفاوتی مسئولان شهرداری را به همراه داشت؛ و با گذشت دو روز از این رویداد، هیچ مسئولی از شهرداری، وضعیت او را پیگیری نکرده بود.
وزیر بهداشت ایران نیز طی دیداری با خانواده یونس قول مساعدت به این خانواده را داد و گفت که باید مشکلات اشتغال در این منطقه حل شود.

## مرگ
سرانجام وی در ساعت ۶ صبح روز ۲ فروردین ۱۳۹۴ بر اثر شدت جراحات، عفونت و سوختگی شدید اعضای داخلی بدن در بیمارستان مطهری تهران درگذشت. پس از مرگ یونس، جمعیتی تحت عنوان جمعیت امام علی با هدف خرید مسکن برای خانواده یونس اقدام به جمع‌آوری پول کردند که پس از مدتی هزینه تأمین مسکن برای فرزندان یونس تأمین شد.